# Charles Fernandez
Charles Fernandez (Dayton, 25 dicembre 1995) è un pentatleta guatemalteco e statunitense.
È stato due volte campione continentale ai Giochi panamericani di Toronto 2015 e Lima 2019.

## Biografia
È nato a Dayton, in Ohio, negli Stati Uniti d'America.
Ha rappresentato il Guatemala ai Giochi olimpici estivi di Rio de Janeiro 2016, dove si è piazzato al quindicesimo posto nella gara maschile.

## Palmarès
- Giochi panamericani

Toronto 2015: oro nell'individuale
Lima 2019: oro nell'individuale; bronzo nella staffetta mista;
- Giochi centramericani e caraibici

Barranquilla 2018: oro nell'individuale; oro nella staffetta mista;